# Dalbergia emirnensis
Dalbergia emirnensis är en ärtväxtart som beskrevs av George Bentham. Dalbergia emirnensis ingår i släktet Dalbergia, och familjen ärtväxter. IUCN kategoriserar arten globalt som nära hotad.

## Underarter
Arten delas in i följande underarter:
- D. e. decaryi
- D. e. emirnensis